# Gerard Koerts
Gerard Koerts (Leiden, 10 december 1947 – Perpignan, 20 februari 2019) was een Nederlandse toetsenist, componist en producer. Hij maakte deel uit van de Haagse popgroep Earth and Fire.

## Loopbaan
Koerts begon op veertienjarige leeftijd met zijn tweelingbroer Chris Koerts een duo met de naam The Singing Twins. Met verschillende musici en via The Swinging Strings en Opus Gainfull evolueerde het gezelschap uiteindelijk tot Earth & Fire. Nadat George Kooymans nog de eerste hit Seasons schreef, werden de gebroeders de drijvende krachten achter de succesformule. Zij schreven verder alle nummers, waaronder het succesrijkste nummer Weekend. Nadat Chris in 1979 de band verliet, ging Gerard nog door tot 1983. Hij begon later met zijn tweelingbroer een muziekstudio en bracht daarmee twee cd's onder de naam Earth and Fire Orchestra uit: Frames en Escape.
De laatste tien jaar van zijn leven woonde Koerts met zijn vrouw in Frankrijk. Op 20 februari 2019 overleed hij in het ziekenhuis van Perpignan na longproblemen veroorzaakt door COPD.

## Publicatie
- Fred & Dick Hermsen: Earth and Fire - De biografie 1969-1983. Rijswijk, Eburon, 2006. ISBN 9789059721289

- MusicBrainz: f97336c5-9c07-4e8a-99d5-99d40af56ed9
- Nationale Bibliotheek van Israël: 987007384722105171
- Virtual International Authority File: 7003150943163226760000